# Erich Schwandt
Erich P. Schwandt (* 1935 in Paso Robles, Kalifornien; † 2. August 2017 in Victoria, British Columbia) war ein kanadischer Cembalist, Organist, Musikwissenschaftler und -pädagoge.
Schwandt studierte Cembalo bei Putnam Aldrich und gab Cembalo- und Orgelkonzerte bei der CBC, in ganz Kanada und den USA. Er unterrichtete Musikgeschichte und Musikwissenschaft an der Stanford University und der Eastman School of Music. Von 1976 bis 2001 lehrte er an der University of Victoria. Sein besonderes wissenschaftliches Interesse galt der Beziehung von Musik und Tanz im 17. und  18. Jahrhundert, und er veröffentlichte Artikel u. a. in Musical Quarterly, Notes, Fontes Artis Musicae, Canadian University Music Review und The New Grove. Er erarbeitete mehr als ein Dutzend Musikeditionen und rekonstruierte das Gloria aus Erik Saties Messe des pauvres für eine Aufführung an der University of Victoria 1997.